# Felice Virgilio di Virgilio
Padre Felice Virgilio Di Virgilio (Pollutri, 31 maggio 1934 – Paganica, 20 maggio 2010) è stato un francescano, storico e insegnante italiano.
Noto più semplicemente come Padre Virgilio, è stato anche sacerdote (membro dell'ordine francescano secolare, in cui ha svolto vari ruoli), preside (oltre che docente) di scuola media, scrittore e pubblicista di opere storiografiche, nonché direttore della Pia Opera Fratini e della rivista Squilla dei Fratini di Sant'Antonio.
Passò la maggior parte della sua vita nel convento dell'Osservanza "Santa Maria del Paradiso" di Tocco da Casauria, dove ha vissuto insieme a Padre Samuele Iovenitti. È stato amico e collaboratore del professor Sandro Sticca.

## Biografia

### Le origini, la gioventù e la formazione
Figlio di Vincenzo Di Virgilio (1º luglio 1910 – 29 maggio 1996) e di Maria Gualteri (21 dicembre 1912 – 21 gennaio 1938) nacque il 31 maggio 1934 a Pollutri e venne battezzato nella chiesa del Santissimo Salvatore il 24 giugno col nome di Felice Vittorio Gabriele. Nella medesima chiesa fu cresimato il 22 giugno 1940. A 4 anni, nel 1938, Virgilio perse la madre e fu quindi cresciuto dalla nonna materna Camilla Di Giovanni (12 marzo 1889 – 2 febbraio 1974) fino all'età di 8 anni. Quando concluse la quarta elementare a Pollutri, fu affidato alla sorella della madre Suor Giovanna di San Francesco (27 giugno 1903 – 7 novembre 1969) ed ella lo portò a San Buono per fargli poi continuare gli studi ad Orsogna. A 13 anni sentì impellente la vocazione alla vita religiosa, continuò quindi gli studi presso i francescani a Lanciano e San Giuliano, vestendo l'abito francescano il 15 agosto 1951.

### Carriera ecclesiastica e scolastica
Emise la professione dei voti perpetui il 17 settembre 1955 e l'8 febbraio 1959 fu ordinato sacerdote presso il convento di Sant'Antonio di Lanciano. Si laureò in lettere nell'Università Cattolica di Milano. Diventò insegnante nella scuola media di Tocco da Casauria prima e di Popoli dopo, dove divenne anche preside, ruolo che svolse fino al pensionamento. Dopo un periodo nel nord Italia dove ebbe un incarico da docente a Motta di Livenza, diventò direttore della Pia Opera Fratini e della rivista Squilla dei Fratini di Sant'Antonio, assistente provinciale e locale dell'ordine francescano secolare, diverse volte guardiano e definitore, vicario provinciale fino al 2004 e ministro provinciale fino al 6 maggio 2010.

### La vita in convento ed il lavoro storiografico
Verso la metà degli anni settanta si stabilì al convento dell'Osservanza "Santa Maria del Paradiso" di Tocco da Casauria, dove inizialmente rimase per poco tempo, dato l'incarico come docente in Veneto, a Motta di Livenza, ma poi riuscì in breve tempo a tornare con l'aiuto dell'allora sindaco di Tocco da Casauria, Italo Santilli. Virgilio rimase nel convento toccolano per 45 anni, dove organizzò ex novo una grande biblioteca dove ristrutturò libri antichi e realizzò la catalogazione di migliaia di testi. Essa divenne punto di riferimento per gli studenti della Val Pescara. In tale convento ha convissuto con Padre Samuele Iovenitti.
In quei 45 anni egli scrisse diverse opere storiografiche (libri ed articoli) inerenti l'ordine francescano in Abruzzo, Tocco da Casauria ed i personaggi ed esso legati come Domenico Stromei. Grazie a lui si hanno i primi studi moderni su Beato Taddeo da Tocco, essi rimasero tuttavia incompiuti a causa della sua morte. Per gli studi inerenti al paese di Tocco da Casauria, le sue ultime due pubblicazioni al riguardo (I Francescani a Tocco Casauria. Profilo storico e Tocco Casauria. Storia, arte, tradizioni) sono i maggiori contributi storiografici moderni che si hanno sulla storia di tale paese, molto più accurati di quelli di Padre Samuele Iovenitti (che si basano troppo su testimonianze orali) e di carattere più generale rispetto a quelli del professor Sandro Sticca (i quali si concentrano più sulla storia di singoli edifici ed aspetti storici anziché avere una visione d'insieme di tutta la storia del paese). Quest'ultimo, Sandro Sticca, fu amico e collaboratore di Padre Virgilio, tant'è che scrisse la prefazione ad alcune sue opere.

### La morte
Il 20 maggio 2010 partì dal convento dell'Osservanza di Tocco da Casauria per recarsi a L'Aquila in vista della celebrazione di San Bernardino, santo da lui particolarmente venerato. Fu colpito da un malore improvviso mentre era alla guida sulla strada fra Paganica e Bazzano causando un incidente automobilistico, morì 10 ore dopo date le sue gravissime condizioni. Dopo la sua morte, il professor Sandro Sticca gli ha dedicato una piccola pubblicazione in ricordo della sua vita e del suo lavoro storiografico.

## Opere

### Libri
- Statuto municipale di Tocco Casauria (secolo XVI), L'Aquila, 1982, ISBN 88-700-6793-9.
- Tocco da Casauria, L'Aquila, Japadre Editore, 1982, ISBN 88-700-6792-0.
- I Francescani a Tocco Casauria. Profilo storico, L'Aquila, Frati Minori d'Abruzzo S. Bernardino, 1991.
- Tocco Casauria. Storia, arte, tradizioni (2ª edizione di Tocco da Casauria), Avezzano, Uranographia Editrice Avezzano, 1998.
- Domenico Stromei, Opere poetiche, L'Aquila, 1984.
- Vieni Spirito Santo, Tocco da Casauria, 1998.
- Insediamenti francescani in Abruzzo nel Duecento e sviluppo nel '300 e '400 con la riforma Osservante, in Studies in Christian Thought and Tradition, serie I, n. 1, Binghamton University, Global Publication, 2000.
- Santi, Beati e Venerabili dell'ordine dei Frati Minori in Abruzzo, Tocco da Casauria, Edizioni Palumbi, 2009, ISBN 88-963-9502-X.

### Articoli
- Origini e vicende della Biblioteca S. Maria del paradiso di Tocco Casauria, Bullettino della Deputazione Abruzzese di Storia Patria, vol. 2, annata 70, 1980, pp. 367-371.
- Il convento dell'Osservanza a Tocco Casauria, in Abruzzo Oggi, n. 6, ottobre 1983, pp. 19-21.
- Caramanico, Tocco da Casauria, in Cenni Storici della Val Pescara dal medio evo ai giorni nostri, a cura di Giuseppe Chiarizia, Casa Edizioni, 1990, p. 188 e 251.
- Cultura e moralismo negli articoli di giornale di Gennaro Manna, in Arte ed esistenza in Gennaro Manna, Atti del Convegno di Studio Gennaro Manna, Centro Studi Casauriensi, Tocco da Casauria, 25-26 ottobre 1991, Sulmona, 1993, pp. 71-78.
- Insediamenti Francescani in Tocco e nei paesi limitrofi, in Sacerdozium et studium, Saggi e studi in onore di Mons. Antonio Chiaverini, a cura del comitato scientifico, Fracasso, Popoli, 1994, pp. 133-140.
- Notizie storiche sul territorio di Serramonacesca, in Abruzzo e Sabina di ieri e di oggi, anno 18, n. 8, 1995, pp. 6-8; n. 9, 1995, pp. 17-19.

### Prefazioni
- Padre Alberto D'Agostino, S. Francesco e i Francescani in Abruzzo, prefazione e indice analitico a cura di Felice Virgilio di Virgilio, vol. 5, L'Aquila-Roma, Japatre Editore, 1995.